# Halowe Mistrzostwa Świata w Lekkoatletyce 2016 – pchnięcie kulą kobiet
Pchnięcie kulą kobiet – jedna z konkurencji technicznych rozgrywanych podczas halowych lekkoatletycznych mistrzostw świata w Oregon Convention Center w Portlandzie.
Tytułu mistrzowskiego z 2014 nie obroniła Nowozelandka Valerie Adams.

## Minimum kwalifikacyjne
Aby zakwalifikować się do mistrzostw, należało wypełnić minimum kwalifikacyjne wynoszące 18,10 m (uzyskane w okresie od 1 stycznia 2015 do 7 marca 2016). Zaplanowano od razu konkurs finałowy (bez eliminacji), z udziałem 11 zawodniczek.

## Terminarz
| Data     | Godzina |       |
| -------- | ------- | ----- |
| 19 marca | 17:45   | Finał |

## Rekordy
W poniższej tabeli przedstawiono (według stanu przed rozpoczęciem mistrzostw) halowe rekordy świata, poszczególnych kontynentów oraz halowych mistrzostw świata.
|                                   | Zawodniczka               | Wynik | Miejsce           | Data                  |
| --------------------------------- | ------------------------- | ----- | ----------------- | --------------------- |
| Halowy rekord świata              | Helena Fibingerová        | 22,50 | Jablonec nad Nysą | 19 lutego 1977(dts)   |
| Rekord halowych mistrzostw świata | Nadzieja Astapczuk        | 20,85 | Doha              | 14 marca 2010(dts)    |
| Halowy rekord Afryki              | Vivian Chukwuemeka        | 18,13 | Flagstaff         | 4 lutego 2006(dts)    |
| Halowy rekord Ameryki Południowej | Elisângela Adriano        | 18,33 | Pireus            | 24 lutego 1999(dts)   |
| Halowy rekord Ameryki Północnej   | Jillian Camarena-Williams | 19,89 | Fayetteville      | 11 lutego 2012(dts)   |
| Halowy rekord Australii i Oceanii | Valerie Adams             | 20,98 | Zurych            | 28 sierpnia 2013(dts) |
| Halowy rekord Azji                | Sui Xinmei                | 21,10 | Pekin             | 3 marca 1990(dts)     |
| Halowy rekord Europy              | Helena Fibingerová        | 22,50 | Jablonec nad Nysą | 19 lutego 1977(dts)   |

## Listy światowe
Tabela przedstawia 10 najlepszych wyników uzyskanych w sezonie halowym 2016 przed rozpoczęciem mistrzostw.
| Lp. | Zawodniczka               | Wynik | Data        | Miejsce     |
| --- | ------------------------- | ----- | ----------- | ----------- |
| 1.  | Michelle Carter           | 19,49 | 11 marca    | Portland    |
| 2.  | Gong Lijiao               | 19,37 | 28 stycznia | Pekin       |
| 3.  | Raven Saunders            | 19,23 | 13 lutego   | Ames        |
| 4.  | Daniella Bunch            | 18,87 | 20 lutego   | South Bend  |
| 5.  | Julija Leanciuk           | 18,68 | 22 stycznia | Mohylew     |
| 6.  | Jillian Camarena-Williams | 18,64 | 11 marca    | Portland    |
| 7.  | Paulina Guba              | 18,63 | 5 marca     | Toruń       |
| 8.  | Brittany Smith            | 18,57 | 12 lutego   | Allendale   |
| 9.  | Jeneva Stevens            | 18,56 | 11 marca    | Portland    |
| 10. | Anita Márton              | 18,43 | 27 lutego   | Szombathely |

## Wyniki
| CR – rekord mistrzostw \| NR – rekord kraju \| AR – rekord kontynentu \| SB – najlepszy wynik w sezonie \| PB – rekord życiowy |

### Finał
Źródło: IAAF
| Poz. | Zawodniczka               | Reprezentacja     | #1    | #2    | #3    | #4    | #5    | #6    | Rezultat | Uwagi |
| ---- | ------------------------- | ----------------- | ----- | ----- | ----- | ----- | ----- | ----- | -------- | ----- |
| 01 ! | Michelle Carter           | Stany Zjednoczone | x     | 18,90 | 19,31 | 19,28 | x     | 20,21 | 20,21    | WL    |
| 02 ! | Anita Márton              | Węgry             | 17,99 | 18,38 | 19,01 | 18,71 | 19,08 | 19,33 | 19,33    | NR    |
| 03 ! | Valerie Adams             | Nowa Zelandia     | 18,49 | 18,30 | 19,25 | x     | 19,02 | 18,31 | 19,25    |       |
| 4.   | Cleopatra Borel           | Trynidad i Tobago | 17,41 | 17,73 | 17,59 | 17,31 | 18,38 | 17,50 | 18,38    | SB    |
| 5.   | Jillian Camarena-Williams | Stany Zjednoczone | 18,17 | x     | x     | 17,57 | 17,52 |       | 18,17    |       |
| 6.   | Radosława Mawrodiewa      | Bułgaria          | 17,01 | 18,00 | x     | x     | 17,91 |       | 18,00    | SB    |
| 7.   | Lena Urbaniak             | Niemcy            | x     | 17,19 | 17,55 | x     | 17,91 |       | 17,91    |       |
| 8.   | Gao Yang                  | Chiny             | 17,26 | 17,27 | 17,65 | 17,67 | 17,02 |       | 17,67    |       |
| 9.   | Alona Dubicka             | Białoruś          | 17,45 | x     | x     |       |       |       | 17,45    |       |
| 10.  | Bian Ka                   | Chiny             | 16,86 | 17,13 | 17,34 |       |       |       | 17,34    |       |
| 11.  | Chiara Rosa               | Włochy            | 17,10 | x     | 16,89 |       |       |       | 17,10    |       |